# Панкратовський
Панкра́товський (рос. Панкратовский) — хутір у складі Оренбурзького району Оренбурзької області, Росія.

## Населення
Населення — 61 особа (2010; 54 у 2002).
Національний склад (станом на 2002 рік):
- росіяни — 96 %